# Изложба скулптура (1956)
Изложба скулптура се одржала у периоду од 9. до 24. септембра 1956. године у Уметничком павиљону у Сарајеву.

## Излагачи
1. Борис Анастасијевић
2. Марко Брежанин
3. Марко Бтежани
4. Вука Велимировић
5. Матија Вуковић
6. Војислав Вујисић
7. Нандор Глид
8. Анте Гржетић
9. Стева Дукић
10. Стеван Дукић
11. Александар Зарин
12. Олга Јеврић
13. Јован Кратохвил
14. Милован Крстић
15. Ото Лого
16. Франо Динчић Минегело
17. Небојша Митрић
18. Петар Палавичини
19. Владета Петрић
20. Миодраг Поповић
21. Сава Сандић
22. Милош Сарић
23. Радета Станковић
24. Ристо Стијовић
25. Војин Стојић
26. Екатарина Ристивојев
27. Љубица Берберски Тапавички